# 王綽
王綽，山東諸城（今山東省諸城縣）人，清朝政治人物、進士出身。
同治九年，鄉試中舉。同治十三年，登進士，改庶吉士。光緒六年，改在刑部江蘇司行走。光緒十六年，任江西司主事。次年，改江蘇司員外郎。光緒十九年，任江南道監察御史。